# Ayamputih
Ayamputih is een bestuurslaag in het regentschap Kebumen van de provincie Midden-Java, Indonesië. Ayamputih telt 3960 inwoners (volkstelling 2010).